# كيلي روثرفورد
كيلي روذرفورد (بالإنجليزية: Kelly Rutherford)‏ (ولدت في 6 نوفمبر 1968)هي ممثلة أمريكيّة معروفة لدورها في عدد من مسلسلات الأمريكية.

## فلومغرافيه
Television series
| عام          | عنوان                                | دور                                              | ملاحظات                      |
| ------------ | ------------------------------------ | ------------------------------------------------ | ---------------------------- |
| 1993-1994    | The Adventures of Brisco County, Jr. | Dixie Cousins                                    | Series Regular               |
| 1996–1999    | ملروس بليس                           | Megan Lewis Mancini                              | Season 5–7; 90 episodes      |
| 1999–2000    | Get Real ‏                            | Laura Martineau                                  | 4 episodes                   |
| 2000–2001    | The Fugitive ‏                        | Helen Kimble                                     | 3 episodes                   |
| 2002–2003    | المقاطعة                             | Deputy Mayor Melinda Lockhart / Melinda Lockhart | 6 episodes                   |
| 2003–2004    | Threat Matrix                        | Special Agent Frankie Ellroy-Kilmer              | Series regular               |
| 2005–2006    | E-Ring                               | Samantha "Sonny" Liston                          | Series regular; 21 episodes  |
| 2007–present | فتاة النميمة (مسلسل)                 | Lily van der Woodsen                             | Series regular; 111 episodes |

## وصلات خارجية
- كيلي روثرفورد على موقع IMDb (الإنجليزية)
- كيلي روثرفورد على موقع ألو سيني (الفرنسية)
- كيلي روثرفورد على موقع تيرنر كلاسيك موفيز (الإنجليزية)
- كيلي روثرفورد على موقع أول موفي (الإنجليزية)
- كيلي روثرفورد على موقع قاعدة بيانات الأفلام السويدية (السويدية)
- كيلي روثرفورد على موقع إن إن دي بي (الإنجليزية)
- كيلي روثرفورد على موقع قاعدة بيانات الفيلم (الإنجليزية)
- كيلي روثرفورد على موقع كينوبويسك (الروسية)